# Yaquinas
Les Yaquina était une petite tribu d'Amérindiens appartenant à la famille des Yakonan qui vivait au bord de la rivière Yaquina dans l'ouest de l'Oregon. D'après les premiers explorateurs ils sont aussi classés comme ayant des liens avec les tribus Salishan du nord mais il fut prouvé plus tard que leurs langues étaient différentes et indépendantes. Cette tribu est maintenant pratiquement éteinte et les quelques survivants sont de sang mêlé.

## Liste des anciens villages Yaquina
Voici une liste des anciens villages Yaquina :

### Au nord de la rivière Yaquina
- Holukhik
- Hunkkhwitik
- Iwai, Khaishuk
- Khilukh
- Kunnupiyu
- Kwulai
- Kyaukuhu Kyuwatkal
- Mipshuntik
- Mittsulstik
- Shash
- Thlalkhaiuntik
- Thlekakhaik
- Tkhakiyu Tshkitshiauk
- Tthilkitik
- Ukhwaiksh
- Yahal
- Yikkhaich

### Au sud de la rivière Yaquina
- Atshuk
- Chulithltiyu
- Hakkyaiwal
- Hathletukhish
- Hitshinsuwit
- Hiwaitthe
- Kaku
- Khaiyukkhai
- Khitalaitthe
- Kholkh
- Khulhanshtauk
- Kilauutuksh Kumeukwu
- Kutshuwitthe
- Kwaitshi
- Kwilaishauk
- Kwulchichicheshk
- Kwullaish
- Kwullakhtauik
- Kwutichuntthe
- Mulshintik
- Naaish
- Paiinkkhwutthu
- Pikiiltthe Pkhulluwaaiithe
- Pkuuniukhtauk
- Puunttlriwaun
- Shilkhotshi
- Shupauk
- Thlekwiyauik
- Thlelkhus
- Thlinaitshtik
- Thlukwiutshthu
- Tkulmashaauk
- Tuhaushuwitthe
- Tulshk